# شاتل مونتنی
شاتل مونتنی (به فرانسوی: Châtel-Montagne) یک کمون (فرانسه) در فرانسه است که در canton of Le Mayet-de-Montagne واقع شده‌است. شاتل مونتنی ۳۶٫۸۱ کیلومتر مربع مساحت دارد ۵۳۰ متر بالاتر از سطح دریا واقع شده‌است.